# Notes From Prague
Notes From Prague je česká hip hopová skupina založená v roce 2001 raperem Antwim a režisérem Davidem Chvátalem. Od roku 2004 do roku 2015 hráli NFP živě. Jejich sestavy se během let několikrát obměnily, z nichž poslední byla: bicí – Luka Šuto, baskytara – Jakub Malčánek, elektrická kytara – Lukáš Bartoš, DJ – Michal Svoboda – DJ Negative, zpěv – Stiliana Dimitrová a rap – Antwi. Na svém kontu mají tři alba.

## Historie
V roce 2000 natáčel režisér skateboardových videí David Chvátal další ročník videomagazínu Praha. Do jednotlivých sekcí potřeboval hudební podklad, ale nebylo jednoduché sehnat práva na všechny vytipované skladby od zahraničních umělců. Pro doplnění hudebního portfolia se proto rozhodl oslovit začínajícího rapera Antwiho, který se pohyboval okolo skate scény a byl v té době aktivním riderem. Zároveň oba bydleli nedaleko od sebe v pražském Bubenči, což usnadnilo spolupráci. Rozjeli tak zatím bezejmenný projekt, kde David byl hlavním producentem.
O něco později se k dvojici přidal Davidův bratr Michal, který také přispěl k hudební tvorbě. Za relativně krátkou dobu vzniklo zhruba 15 tracků. Jelikož se Antwiho anglické texty týkaly převážně života v Praze a byly úzce spjaty s lidmi a událostmi okolo připravovaného videa, rozhodla se trojice dát projektu název Notes From Prague (Poznámky z Prahy). K tomuto základu se pak přidal v roce 2001 DJ Negative.
O rok později vyšlo debutové album The Script of Both Elements. Část desky se nahrávala ve studiu Jižák. Album zároveň sloužilo jako neoficiální soundtrack k celému videoprojektu Praha, který ukončil činnost roku 2005.

### 2004–2007: Same Place, rozšíření skupiny
Dva roky po debutu vyšlo album Same Place, které oslovilo širší publikum, z části díky hostujícím interpretům jako LA4, Dr. Kary nebo Dannie. K tomuto albu byly také natočeny 2 videoklipy, konkrétně pro tracky Recovered Experience a Same Place, které režíroval a sestříhal David Chvátal. Zároveň se přesunula hudební tvorba z větší části na Michala Chvátala. Na křest alba v Paláci Akropolis byla připravena živá produkce s bicími, která doplňovala hudební podklady. V této formě se NFP rozhodlo pokračovat a angažovalo další 2 muzikanty, baskytaristu a kytaristu. Během následujících let došlo na několika postech k obměnám, než se skupina stabilizovala.

### 2008–2010: Singly Chasing Space a Still On, příchod zpěvačky
Roku 2008 došlo k poslednímu rozšíření skupiny o vokalistku. Tou první byla Noemi Kebede, která se podílela na singlech Chasing Space (který zaznamenal úspěch u posluchačů rádia Spin) a Still On. K oběma byly natočeny videoklipy od Davida Chvátala. V polovině roku 2009 však Noemi z osobních důvodů odchází. Na postu vokalistky se na krátkou dobu objevuje místo ní Katka Ehrenbergerová. K dalším změnám došlo v roce 2010, kdy přišli k NFP zpěvačka Tamara a kytarista Lukáš Bartoš. Zároveň začíná práce na další desce.

### 2011: Inconsistent Frames, další tvorba
Jejich poslední album vyšlo na podzim roku 2011 pod názvem Inconsistent Frames. Objevují se na něm hudební hosté jako saxofonista Matouš Kobylka nebo violoncellistka Terezie Kovalová. Zvukově zde dochází k posunu od klasického rapu k alternativnímu hip hopu. Je to také první album nahrané živě ve studiu s kompletním nástrojovým obsazením. Křest proběhl v experimentálním prostoru Trafačka.
K posledním změnám ve skupině došlo počátkem roku 2013, kdy Tamaru nahradila na postu zpěvačky Stiliana Dimitrová a bubeníka Jaroslava Riegla nahradil Luka Šuto. V dubnu 2013 dokončili NFP videoklip k tracku Lock It z poslední desky. Zároveň začala práce na dalším albu s názvem Bad Joke, k němuž vydali během léta 2015 videoklip k singlu s názvem Pool Party a oznámili vydání této desky v průběhu roku 2015.

### 2016: Ohlášení pauzy
Na konci února 2016 oznámili Notes From Prague na svém FB profilu vydání posledního videoklipu s názvem Eagle, který režíroval a stříhal Michal Chvátal. Zároveň s klipem vydali vyjádření ke stavu skupiny a ohlásili pauzu z osobních důvodů. Vydání desky Bad Joke, k němuž podle skupiny bylo zcela dokončeno 7 skladeb, se z finančních důvodů odkládá. Ve stejný den přestaly fungovat oficiální stránky skupiny.

## Diskografie
- 2002: The Script of Both Elements
- 2004: Same Place
- 2011: Inconsistent Frames